# Municipio de Udell
El municipio de Udell (en inglés: Udell Township) es uno de los diecisiete municipios ubicados en el condado de Appanoose en el estado estadounidense de Iowa. En el año 2000 el municipio tenía una población de 387 habitantes y una densidad poblacional de 5,6 personas por km². En su territorio se encuentran dos ciudades, Udell y Unionville.

## Geografía
El municipio de Udell se encuentra ubicado en las coordenadas 40°48′21″N 92°41′25″O / 40.80583, -92.69028.